# Picrita
La picrita és un tipus de roca ígnia rica en magnesi. Es defineix químicament segons la IUGS amb aquestes característiques:
- SiO2 entre 52 i 30 wt%
- Na2O + K2O menors a 3 wt%
- MgO majors a 12 wt%

La mateixa definició exclou roques que tinguen continguts de MgO majors a 18 wt% i continguts de Na₂O + K2O menors a 2 wt%, que corresponen a komatiïta i meimequita.
El basalt picrític o picrobasalt és una varietat de basalt amb abundant olivina i amb una matriu d'augita, labradorita, minerals opacs i vidre. L'oceanita és una varietat de basalt picrític.